# Timoteo II di Alessandria
Timoteo II (in greco Τιμόθεος Β΄?), soprannominato Timoteo Eluro (in greco Τιμόθεος Αἴλουρος?) (Egitto, ... – 31 luglio 477) è stato patriarca di Alessandria dal 457 al 477. La Chiesa ortodossa lo riconosce patriarca dal 457 al 460, mentre la Chiesa copta lo riconosce Papa dal 457 fino alla sua morte.
Il nome Eluro («gatto» in greco) gli fu attribuito per la sua combattività e la costituzione piccola.
Di dottrina miafisita, fu consacrato patriarca di Alessandria in seguito a sommosse popolari ad Alessandria d'Egitto contro le decisioni del concilio di Calcedonia del 451. Era un acceso sostenitore di Dioscoro I, precedente patriarca morto nel 454 e difensore del monofisismo.